# Kanton Bozel
Der Kanton Bozel war von 1860 bis 2015 ein französischer Wahlkreis im Arrondissement Albertville, im Département Savoie und in der Region Rhône-Alpes; sein Hauptort war Bozel. Die landesweiten Änderungen in der Zusammensetzung der Kantone brachten zum März 2015 seine Auflösung, die Gemeinden wurden stattdessen dem Kanton Moûtiers zugeordnet.
Der Kanton Bozel war 400,32 km² groß und hatte bei seiner Auflösung 9.471 Einwohner, was einer Bevölkerungsdichte von 24 Einwohnern pro km² entsprach.

## Gemeinden
Der Kanton bestand aus zehn Gemeinden:
| Gemeinde             | Einwohner Jahr | Fläche km² | Bevölkerungsdichte | Code INSEE | Postleitzahl |
| -------------------- | -------------- | ---------- | ------------------ | ---------- | ------------ |
| Bozel                | 2.018 (2013)   | 28,80      | 070 Einw./km²      | 73055      | 73350        |
| Brides-les-Bains     | 0526 (2013)    | 2,63       | 200 Einw./km²      | 73057      | 73570        |
| Champagny-en-Vanoise | 0609 (2013)    | 84,96      | 007 Einw./km²      | 73071      | 73350        |
| Feissons-sur-Salins  | 0189 (2013)    | 4,80       | 039 Einw./km²      | 73113      | 73350        |
| Montagny             | 0669 (2013)    | 13,26      | 050 Einw./km²      | 73161      | 73350        |
| La Perrière          | 0456 (2013)    | 9,96       | 046 Einw./km²      | 73198      | 73120, 73600 |
| Les Allues           | 1.878 (2013)   | 85,99      | 022 Einw./km²      | 73015      | 73550        |
| Planay               | 0397 (2013)    | 22,41      | 018 Einw./km²      | 73201      | 73350        |
| Pralognan-la-Vanoise | 0744 (2013)    | 88,57      | 008 Einw./km²      | 73206      | 73710        |
| Saint-Bon-Tarentaise | 1.920 (2013)   | 58,94      | 033 Einw./km²      | 73227      | 73120        |